# Nurgali Fatkułow
Nurgali Gizetowicz Fatkułkow (ros. Нургали Гизетович Фаткулов, ur. 1900 w Jakucku, zm. ?) – radziecki działacz państwowy i gospodarczy.

## Życiorys
Skończył szkołę realną w Jakucku, pracował w rejonie olokminskim w Jakuckiej ASRR m.in. jako naczelnik biura telegraficznego i sekretarz obwodowego biura związku zawodowego pracowników łączności, w 1925 wszedł w skład Głównego Sądu Jakuckiej ASRR, od 1927 do 1930 uczył się na kursach Wyższej Szkoły Ruchu Związkowego przy Wszechzwiązkowej Centralnej Radzie Związków Zawodowych. Należał do RKP(b)/WKP(b), od 1930 kierował Wydziałem Organizacyjnym Komitetu Obwodowego WKP(b) w Jakucku, od 1931 do 1934 był ludowym komisarzem inspekcji robotniczo-chłopskiej Jakuckiej ASRR, a w 1934 kierownikiem Wydziału Handlu Komitetu Obwodowego WKP(b) w Jakucku. Od sierpnia 1934 do lipca 1938 był I sekretarzem ałdańskiego rejonowego komitetu WKP(b), od 29 lipca 1938 do marca 1940 przewodniczącym Rady Komisarzy Ludowych Jakuckiej ASRR, od 1940 do 1944 zarządcą trustu Jakustroj Ludowego Komisariatu Gospodarki Komunalnej Jakuckiej ASRR, od 1944 do 1946 przewodniczącym Komitetu Wykonawczego Jakuckiej Rady Miejskiej, od 1946 do 1950 pomocnikiem zarządcy trustu, a od 1950 do 1951 kierownikiem biblioteki naukowej Jakuckiej Filii Akademii Nauk ZSRR. Był odznaczony Orderem Znak Honoru.